# 五不怕
五不怕，即：一不怕撤职，二不怕开除党籍，三不怕老婆离婚，四不怕坐牢，五不怕杀头。

## 历史
1957年6月，毛对行将上任《人民日报》社总编的吴冷西说：“你到《人民日报》工作，要有充分的思想准备，要准备遇到最坏的情况，要有‘五不怕’的精神准备。这‘五不怕’就是：一不怕撤职，二不怕开除党籍，三不怕老婆离婚，四不怕坐牢，五不怕杀头。有了这五不怕的准备，就敢于实事求是，敢于坚持真理了。”
1962年，刘少奇在七千人大会上再提“五不怕”精神。1966年8月中共八届十一中全会上与毛泽东的激烈争论中，刘少奇说：“无非是下台，不怕下台，有五条不怕。”